# Runowo (powiat poznański)
Runowo – wieś w Polsce, położona w województwie wielkopolskim, w powiecie poznańskim, w gminie Kórnik.
| SIMC    | Nazwa | Rodzaj    |
| ------- | ----- | --------- |
| 0586684 | Huby  | część wsi |

W latach 1975–1998 miejscowość należała administracyjnie do województwa poznańskiego.
Wieś szlachecka Runowa położona była w 1580 roku w powiecie poznańskim województwa poznańskiego.  